# Rifugio Negritella
Il rifugio Negritella è un rifugio situato nel comune di Pozza di Fassa, località Ciampedié, (TN), in Val di Fassa, nel Gruppo del Catinaccio, Dolomiti, a 1.980 metri di quota.

## Caratteristiche e informazioni
Il rifugio è aperto nel periodo estivo (dagli inizi di giugno agli inizi di ottobre).